# Beardwood
Beardwood – wieś w Anglii, w hrabstwie ceremonialnym Lancashire, w dystrykcie (unitary authority) Blackburn with Darwen. Leży 37 km na północny zachód od miasta Manchester i 297 km na północny zachód od Londynu.